# Des dollars pour McGregor
Pour plus de détails, voir Fiche technique et Distribution.
Des dollars pour McGregor ( La muerte busca un hombre) est un western spaghetti hispano-italien sorti en 1970, réalisé par José Luis Merino.

## Synopsis
Un chasseur de primes sans scrupule, George Forsyte (ou Sartana dans la version italienne), se sert de son épouse pour attirer des hors-la-loi et les éliminer. Mais un bandit, Saxon, la tue. Il est tué lui-même par un mystérieux cavalier qui suit Sartana depuis quelque temps. Les McGregor décident de la venger en tuant les protagonistes un par un.

## Fiche technique
- Titre français : Des dollars pour McGregor
- Titre original espagnol :  La muerte busca un hombre
- Titre original italien : Ancora dollari per i MacGregor
- Réalisation : José Luis Merino
- Scénario : Enrico Colombo, José Luis Merino
- Genre : Western spaghetti
- Musique : Augusto Martelli
- Production : Prodimex Film, Hispamer Films
- Photographie : Emanuele Di Cola
- Format d'image : 2.35:1
- Montage : José Antonio Rojo
- Durée : 92 minutes
- Décors : Francesco De Stefano
- Costumes : Francesco De Stefano
- Maquillage : Bianca Verdirosi
- Pays de production :  Espagne,  Italie
- Langues originales : espagnol, italien
- Date de sortie : 
  - Espagne : 1970
  - France : 16 mai 1973[1]

## Distribution
- Peter Lee Lawrence (VF : Pierre Guillermo) : Robert McGregor
- Marisa Longo (VF : Béatrice Belthoise) : Yuma
- Stelvio Rosi (sous le pseudo de Stan Cooper) (VF : Michel Bedetti) : Ross Steward
- Charles Quiney (VF : André Falcon) : George Forsyte (George Sartana dans la verson italienne)
- Mariano Vidal Molina (VF : Michel Gatineau) : Joe Saxon
- María Mahor (VF : Françoise Giret) : Gladys McGregor
- María Salerno (sous le pseudo de Marta Monterrey) : la fille indienne avec Ross
- Stefano Caprioti
- Antonio Jiménez Escribano (VF : Jean-Henri Chambois) : le vieillard dans le magasin
- Antonio Mayans (VF : Bernard Tiphaine) : un homme de Saxon
- Enrique Ávila
- Giancarlo Fantini
- José Jaspe (VF : Jean Violette) : le shérif de Jonesville
- Enzo Fisichella
- José Marco (VF : Nicolas Vogel) : le premier shérif
- Renato Paracchi
- Santiago Rivero
- Claudio Trionfi
- Luis Marín (VF : Michel Barbey) : Pancho